# Gymnoglossa transsylvanica
Gymnoglossa transsylvanica este o specie de muscă tahinidă din genul Gymnoglossa din familia Tachinidae. Este răspândită în România, Bulgaria, Ucraina și Cehia.